# Hahlekopf
Hahlekopf är en bergstopp i Österrike.   Den ligger i distriktet Reutte och förbundslandet Tyrolen, i den västra delen av landet, 400 km väster om huvudstaden Wien. Toppen på Hahlekopf är 1 732 meter över havet, eller 29 meter över den omgivande terrängen. Bredden vid basen är 0,22 km.
Terrängen runt Hahlekopf är bergig åt sydväst, men åt nordost är den kuperad. Runt Hahlekopf är det ganska glesbefolkat, med 26 invånare per kvadratkilometer.. Närmaste större samhälle är Reutte, 4,7 km sydost om Hahlekopf. 
I omgivningarna runt Hahlekopf växer i huvudsak blandskog.